# RNA integrity number
RNA integrity number (RIN)は、遺伝子発現解析などに用いるRNA試料の品質を評価するための指標の1つである。

## 目的
RNAは熱力学的には比較的安定な分子であるが、環境中や生体内などいたるところに存在するリボヌクレアーゼによって簡単に分解されてしまう。そのため試料中のRNAはしばしば部分的にせよ分解を受けており、それが解析結果に悪影響を及ぼす場合がある。そこで解析を行い結果を解釈する上では、RNA試料がどの程度分解を受けているのかを把握することが必要になる。
かつてはリボソームRNAの量比が指標として用いられていた。リボソームRNAは数種類の均質な分子から成り、生体由来のRNA試料中に豊富に存在するため、RNA試料を電気泳動すれば簡単に存在量を見積もることができる。またリボソーム1つあたり各RNA分子が1つずつ含まれるため、細胞質中にはそれぞれの分子量に応じた一定の量比で存在すると考えられる。たとえば真核生物の場合、28S rRNAと18S rRNAの存在量はおよそ2:1となる。そこでリボソームRNA分子の量比を求め、想定値に近ければRNAは分解されていない、外れていれば分解を受けていると判断されてきた。しかし現実には、リボソームRNAの量比とRNA試料の分解程度との間の相関は非常に弱いことが指摘されている。そこで、より試料の状態を反映した評価指標としてRINが開発された。

## 原理
RNA試料を電気泳動して得られる泳動パターンを正規化し、いくつかの特徴量をニューラルネットワークに入力することで計算する。この特徴量はrRNAの量比のように恣意的に選択されたものではなく、客観的なデータマイニングによって選抜・最適化されたものである。

### 特徴量
理解しやすくするために不正確な表現を用いているが、用いられている特徴量は以下の通りである。
Total RNA ratio
全RNAに対する18Sおよび28S rRNAの割合。大きなRNA分子が分解されずに残っていることの指標になっていると考えられる。
28S peak height
28S rRNAの存在量。28S rRNAはRNA分解に対して最も感受性が高いので、分解されはじめを検出する指標になっていると考えられる。
Fast area ratio
全RNAに対するfast area RNAの割合。fast areaは5S 5.8S rRNAやtRNAなどの低分子RNAと18S rRNAに挟まれた比較的小さなRNAであり、RNA分解が進行するにつれて増えていく。
Marker height
数十塩基程度の非常に小さなRNAの存在量に対応する。RNA分解の最終段階を検出する指標になっていると考えられる。
すなわち、28Sと18Sの2本のピークが明確で、18Sよりも低分子のRNAが少なければ、RINが大きくなる。

## 欠点
使用されている特徴量から明らかなように、細胞質のrRNAよりも小さなオルガネラのrRNAが豊富に含まれる試料では、RINは不当に小さく評価されてしまう。動物を試料とした場合には実際のRNA分解の程度をよく反映すると考えられているが、植物の光合成組織などでは葉緑体やミトコンドリアのrRNAが豊富であるためRINが低く評価される。